# Archer Maclean
Archer Maclean (1962. január 28. – 2022. december 17.) brit videójáték-programozó. Leginkább az International Karate, illetve a Jimmy White's Whirlwind Snooker játékairól ismert világszerte.

## Korai évek
Maclean különféle helyeken járta iskoláit, így az Egyesült Királyság mellett Hongkongban és Új-Zélandon. Már gyermekkora óta érdeklődést mutatott a dolgok működése iránt és hogy maga építsen valamit pl. Legóból. TV-nézés helyett mindig bütykölt valamit, mely felnőtt korában is megmaradt. Autodidakta módon tanult elektronikát elektronikai berendezések szétszerelése és rengeteg könyv elolvasása révén. Idővel maga épített mikroszámítógépeket Zilog Z80-as processzorral. Már 1972-ben, 10-évesen szétszerelt egy TV-készüléket. 1975-től egy essexi TV-műszerész szaküzletben dolgozott részmunkaidőben. 1976-ban egy véletlen találkozásnak köszönhetően kezdett el szintén részmunkaidőben, szinte csak zsebpénzért dolgozni az Ambit Internationalnál, melynek révén – saját bevallása szerint – "észszerűtlenül sok pénzt tudott iskolásként elkölteni számítógépes hardverekre". 1976-ban az Ambit hozzájutott egy Altair 8800-hoz, és vettek hozzá az akkor még ismeretlen Microsofttól egy BASIC interpretert.
Ezzel párhuzamosan a játéktermi játékok iránt is lelkesedett és BASIC-tudását fejlesztve, hamarosan felmerült benne a még 1972-ben megismert és megkedvelt Atari Pong játéktermi játék megírására mikroszámítógépre. A BASIC azonban ehhez túl lassúnak bizonyult, ezért beletanult az Assembly nyelvbe és gépi kódban kezdett szoftvert fejleszteni.

## Tevékenységei
Első alkotása, a Dropzone nagymértékben két 1981-es videójáték inspirációjából készült, a Stargate és a Defender játékok alapján. Eredetileg 8-bites Atari gépekre íródott, majd több más rendszerre is portolásra került.
Első átütő sikere az 1986-ban kiadott, Commodore 64-re fejlesztett International Karate, majd a folytatása, az 1988-as International Karate + (IK+) volt, melyet aztán több más számítógép-rendszerre is portoltak.
Az 1991-ben, több platformon is megjelent Jimmy White’s Snooker, melyet szintén Maclean írt, a kiadás előttig "147" munkanéven futott. A kód a korhoz mérten gyors, a 3D látvány és részletgazdagság mikroszámítógépeken egyedülálló volt. Egy londoni játékkiállításon mutatták be a kiadás előtti játékot és ennek nyomán sikerült felvenniük a kapcsolatot a kora egyik legsikeresebb biliárdjátékosával, Jimmy White-tal, akivel barátságot is kötött és aki a nevét adta a játékhoz.

### Awesome Developments/Studios
1997 környékén alapította meg az Awesome Developments Ltd. céget. Az első játék, amit kiadtak, a Jimmy White's 2: Cueball volt 1998 őszén. 1999-ben portolták a Drop Zone-t Game Boy Colorra, majd két Jimmy White's Cueball játékot fejlesztettek 2001-ig.
2002-ben az Ignition Entertainment felvásárolta a szoftvercéget, majd 2004 márciusában átkeresztelték Awesome Studios-ra. Maclean 2005 júliusában lemondott kreatív igazgatói tisztségéről az általa alapított cégben és az új Awesome Play cégében folytatta tevékenységét. Az utolsó Awesome Studiosnak készített játéka az Archer Maclean's Mercury volt 2005-ben.

### Awesome Play
Az Európában WheelSpin, Észak-Amerikában SpeedZone néven 2009-ben Wiire kiadott futurisztikus autóverseny játék Maclean utolsó fejlesztése.

### Újságíróként
Maclean a Retro Gamer magazin számára havi rendszerességű rovatot vezetett.

## Játékok
| Kiadás | Videójáték címe                       | Közreműködése(i)                                     |
| ------ | ------------------------------------- | ---------------------------------------------------- |
| 1984   | Dropzone                              | programozás                                          |
| 1986   | International Karate                  | tervezés, grafika                                    |
| 1988   | International Karate +                | tervezés, programozás, grafika, hangeffektek         |
| 1991   | Jimmy White's 'Whirlwind' Snooker     | tervezés, programozás, grafika, hangeffektek         |
| 1992   | Archer Maclean's Pool                 | eredeti tervezés, programozás, hangeffektek          |
| 1998   | Jimmy White's 2: Cueball              | irányítás, tervezés, eredeti kód, zene, hangeffektek |
| 2001   | Jimmy White's Cueball World           | tervezés                                             |
| 2004   | Archer Maclean Presents Pool Paradise | kreatív igazgató                                     |
| 2005   | Archer Maclean's Mercury              | eredeti koncepció                                    |
| 2009   | Wheelspin / SpeedZone                 | irányítás, gyártás, tervezés                         |

## Halála
Maclean mindössze 60 évesen, 2022. december 17-én hunyt el, rákbetegséggel vívott hosszú küzdelem után. A videójáték-készítés mellett másik szenvedélye játéktermi gépek felújítása volt.